# The House Opposite (1917)
The House Opposite é um filme de drama mudo produzido no Reino Unido e lançado em 1917.